# Nationaal park Amboró
Het nationale park Amboró ligt in het westen van het departement Santa Cruz in Bolivia, in de zogenaamde "elleboog van de Andes", daar waar de Cordillera Occidental een scherpe bocht maakt van het oosten naar het zuiden. Aan westelijke zijde grenst het park aan het departement Cochabamba en gaat het park over in een ander nationaal park, Carrasco. Het park beslaat 4425 vierkante kilometer en huist meer dan 800 soorten vogels en 125 soorten zoogdieren (waaronder de poema, de ocelot en de zeldzame brilbeer).
Amboró · 
Carrasco · 
Cotapata · 
Isiboro Securé · 
Kaa-Iya del Gran Chaco · 
Madidi · 
Noel Kempff Mercado · 
Pantanal de Otuquis · 
Sajama · 
Serranía del Aguaragüe · 
Serranía del Iñao · 
Torotoro · 
Tunari